# Akeroidea
Akeroidea is een superfamilie van weekdieren uit de klasse van de Gastropoda (slakken).

## Familie
- Akeridae Mazzarelli, 1891